# Pocono Woodland Lakes
Pocono Woodland Lakes es un lugar designado por el censo ubicado en el condado de Pike en el estado estadounidense de Pensilvania. En el Censo de 2010 tenía una población de 3209 habitantes y una densidad poblacional de 175,79 personas por km².

## Geografía
Pocono Woodland Lakes se encuentra ubicado en las coordenadas 41°19′25″N 74°53′27″O / 41.32361, -74.89083. Según la Oficina del Censo de los Estados Unidos, Pocono Woodland Lakes tiene una superficie total de 18.25 km², de la cual 16.16 km² corresponden a tierra firme y (1.15%) 0.21 km² es agua.

## Demografía
Según el censo de 2010, había 3209 personas residiendo en Pocono Woodland Lakes. La densidad de población era de 175,79 hab./km². De los 3209 habitantes, Pocono Woodland Lakes estaba compuesto por el 92.4% blancos, el 2.93% eran afroamericanos, el 0.16% eran amerindios, el 0.84% eran asiáticos, el 0% eran isleños del Pacífico, el 1.68% eran de otras razas y el 1.99% pertenecían a dos o más razas. Del total de la población el 7.11% eran hispanos o latinos de cualquier raza.